# خداشناسی فرازمینی
اصطلاح خداشناسی فرازمینی Exotheology در دهه ۱۹۶۰ یا اوایل دهه ۱۹۷۰ برای بررسی مسائل الهیاتی که به هوش فرازمینی مربوط می‌شوند ابداع شد. در درجه نخست به حدس و گمان دربارهٔ باورهای خداشناسی احتمالی که فرازمینی‌ها ممکن است داشته باشند، مربوط می‌شود، یا اینکه چگونه خداشناسی خود ما تحت تأثیر شواهد و/یا برهم‌کنش با فرازمینی‌ها قرار می‌گیرد.